# 최환환
최환환(崔丸煥, 1951년 ~ )은 대한민국의 외환은행 소속 탁구선수였다. 1969년 4월 27일 독일 뮌헨 세계선수권 여자복식에서 최정숙과 함께 동메달을 획득하였다.